# Yusuke Kishida
Yusuke Kishida (født 10. juli 1999) er en japansk fodboldspiller.
Han har spillet for flere forskellige klubber i sin karriere, herunder Gamba Osaka.